# Metacaspasa
Las metacaspasas son miembros de la clase C14 de proteasas de cisteína y, por tanto, están relacionadas con las caspasas, ortocaspasas y paracaspasas. Las metacaspasas son específicas de la arginina / lisina, en contraste con las caspasas, que son específicas del aspartato.

## Estructura y distribución filogenética

### Procariotas
En las arqueas y las bacterias, existen varias metacaspasas con una amplia gama de organizaciones de dominios. Basándose en la diversidad de las metacaspasas procariotas, las paracaspasas y las ortocaspasas pueden considerarse subclases entre las metacaspasas. Las tres clases tienen en común su especificidad por residuos básicos (arginina o lisina) en la posición P1. Por el momento, no se han descrito variantes estructurales en las que la especificidad del sustrato cambie a un residuo ácido (ácido aspártico), como en las verdaderas caspasas.

### Eucariotas
Las metacaspasas se encuentran en plantas, hongos y "protistas", pero no en Moho mucilaginoso o animales.

### Virus
Las metacaspasas virales, que pueden tener implicaciones en el recableado del metabolismo del huésped para mejorar la infección, están muy extendidas en el océano.

#### Tipo I
Las metacaspasas de tipo I se caracterizan por un dominio en forma de dedo de zinc LSD rico en glutamina o prolina amino-terminal. Esta clase se puede encontrar casi exclusivamente en plantas, con una excepción reciente en la que se encontraron metacaspasas de tipo I y tipo II en el genoma de Monosiga brevicollis (Choanoflagelado), posiblemente como resultado de una transferencia horizontal inusual de genes entre dos eucariotas.

#### Tipo II
El tipo II tiene una distribución filogenética más amplia entre todos los eucariotas, excepto aquellos en los que se han encontrado paracaspasas (animales y moho del limo). Este grupo se caracteriza por una larga región de enlace y la ausencia de un dominio aminoterminal.

## Funciones conocidas
De manera análoga a las caspasas, las metacaspasas inducen la muerte celular programada tanto en plantas como en hongos (levadura).